# Brandenburg-Prússia
Brandenburg-Prússia - Brandenburg-Preußen (alemany), Brannenborg-Preußen en baix alemany - és la denominació historiogràfica per a la unió personal constituïda a principis de l'edat moderna dels Hohenzollern de Brandenburg entre 1618 i 1701. Basat en l'Electorat de Brandenburg, la branca principal dels Hohenzollern entroncà amb la branca que governava el ducat de Prússia, i asseguraren la successió després de l'extinció de la línia masculina el 1618. Una altra conseqüència del matrimoni mutu fou la incorporació dels principats del baix Rin de Clèveris, Mark i Ravensberg després del Tractat de Xanten el 1614.
La Guerra dels Trenta Anys (1618-48) fou especialment devastadora. L'Elector va canviar tres cops de bàndol, a resultes d'això tant els exèrcits protestants com els catòlics van assolar el país, assassinant, cremant, capturant homes i fent pillatge. Més de la meitat de la població va ser assassinada o desplaçada. Berlín i altres ciutats importants foren arruïnades, duent dècades la reconstrucció. Per la Pau de Westfàlia, que posà fi a la Guerra dels Trenta Anys el 1648, Brandenburg va obtenir Minden i Halberstadt, també la successió a la Pomerània Central incorporada el 1653 pel Tractat de Stettin i el ducat de Magdeburg (incorporat el 1680). Amb el Tractat de Bromberg de 1657 conclos durant la Segona Guerra del Nord, els electors s'alliberaren del vassallatge polonès (Tractat de Cracòvia) del ducat de Prússia i va obtenir Lauenburg-Bütow i Draheim. El Tractat de Saint-Germain-en-Laye (1679) va expandir la província de Pomerània al baix Òder.
Les noves adquisicions de la segona meitat del segle xvii assentaren les bases per a que Prússia esdevingués una de les grans potències de la política europea permetent als Hohenzollern establir una política més centralitzada. L'emergent potencial militar de Brandenburg-Prússia, basat amb la introducció d'un exèrcit permanent el 1653, posat de relleu amb les aclaparadores victòries a Varsòvia (1656) i Fehrbellin (1675) i pel Die große Schlittenfahrt (1678). Brandenburg-Prússia també establiren una armada i colònies alemanyes a la Costa d'Or Brandenburguesa i Arguin. Frederic Guillem, conegut com "el Gran Elector", inicià la immigració a gran escala cap a Brandenburg-Prússia ("Peuplierung") de refugiats majoritàriament protestants d'arreu d'Europa ("Exulanten"), més notablement hugonot la immigració derivada de l'Edicte de Potsdam. Frederic Guillem també començà a per centralitzar l'administració dels estats de Brandenburg-Prússia reduint la influència dels estats.
El 1701 Frederic III, Elector de Brandenburg, reeixí elevant el seu estat a "Rei a Prússia". Això fou possible per la sobirania del ducat de Prússia que no formava part del Sacre Imperi, i l'aprovació de l'emperador Habsburg i altres reialmes europeus en el decurs de l'establiment d'aliances de cara a la Guerra de Successió Espanyola i la Gran Guerra del Nord. Del 1701 en endavant els dominis dels Hohenzollern s'anomenaren Regne de Prússia, o senzillament Prússia. Legalment la unió personal entre Brandenburg i Prússia va continuar fins a la dissolució del Sacre Imperi el 1806. Tanmateix en aquells temps el domini de l'emperador sobre l'Imperi havia esdevingut una ficció legal. Per això, després del 1701, Brandenburg era tractat de facto com a part del regne prussià. Frederic i els seus successors van continuar centralitzant i expandint l'estat, transformant la unió personal de diversos principats políticament als territoris de Brandenburg-Prússia en una organització administrativa i de govern sistema de províncies subordinat al govern a Berlín.

## Establiment sota Joan Segimon (1618)

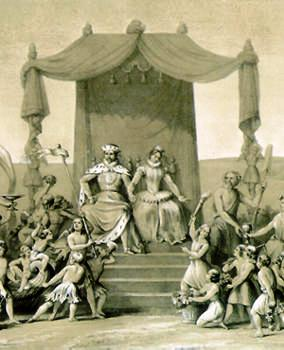
Una al·legoria de que representa l'aparició de Brandenburg-Prússia mitjançant el matrimoni de Joan Segimon, marcgravi de Brandenburg i la duquessa Anna de Prússia.

El marcgraviat de Brandenburg havia sigut el bressol de la branca principal dels Hohenzollern, que eren prínceps electors del Sacre Imperi des del 1415. El 1525, pel Tractat de Cracòvia, s'instituïa el ducat de Prússia com a la secularització parcial de l'Estat de l'Orde Teutònic. Era vassall del Regne de Polònia i va ser governat pel Duc Albert de Prússia, membre d'una branca de cadet de la Casa de Hohenzollern. En nom de la seva mare Elisabet dels Hohenzollern de Brandenburg, Anna Maria de Brunsvic-Lüneburg esdevenia la segona muller d'Albert el 1550, donant-li el seu successor Albert Frederic. El 1563 la branca de Brandenburg dels Hohenzollern rebé el dret de successió a la corona polonesa. Albert Frederic esdevenia duc de Prússia després de la mort d'Albert el 1568. La seva mare morí aquest mateix any, començant a mostrar poc després aquell, signes de desordre mental. Degut a la malaltia del duc, Prússia fou governada pel nebot d'Albert: Jordi Frederic de Hohenzollern-Ansbach-Jägersdorf (1577-1603). El 1573 Albert Frederic es casà amb Maria Eleonor de Jülich-Clèveris-Berg, amb qui va tenir diverses filles.
El 1594 la filla d'Albert Frederic, Anna, que llavors tenia 14 anys, es va casar amb el fill de Joaquim Frederic de Hohenzollern-Brandenburg, Joan Segimon. El matrimoni li assegurà el dret de successió al ducat prussià així com a Clèveris. A la mort de Jordi Frederic, el 1603, la regència del ducat prussià passà a Joaquim Frederic. Aquell mateix any es conclogué el Tractat de Gera entre els membres de la Casa de Hohenzollern, establint la futura indivisibilitat dels seus territoris.
Els electors de Brandenburg heretaren el ducat de Prússia a la mort d'Albert Frederic el 1618, però el ducat continuà sent un feu de la Corona polonesa fins al 1656/57. El 1616 Joan Segimon havia patit un atac de feridura quedant, a conseqüència d'aquest, severament perjudicat físicament i mentalment, la seva muller Anna va governar el ducat de Prússia en nom seu fins que Joan Segimon morí d'un segon atac de feridura el 1619, a l'edat de 47.

## Jordi Guillem, 1619-1640

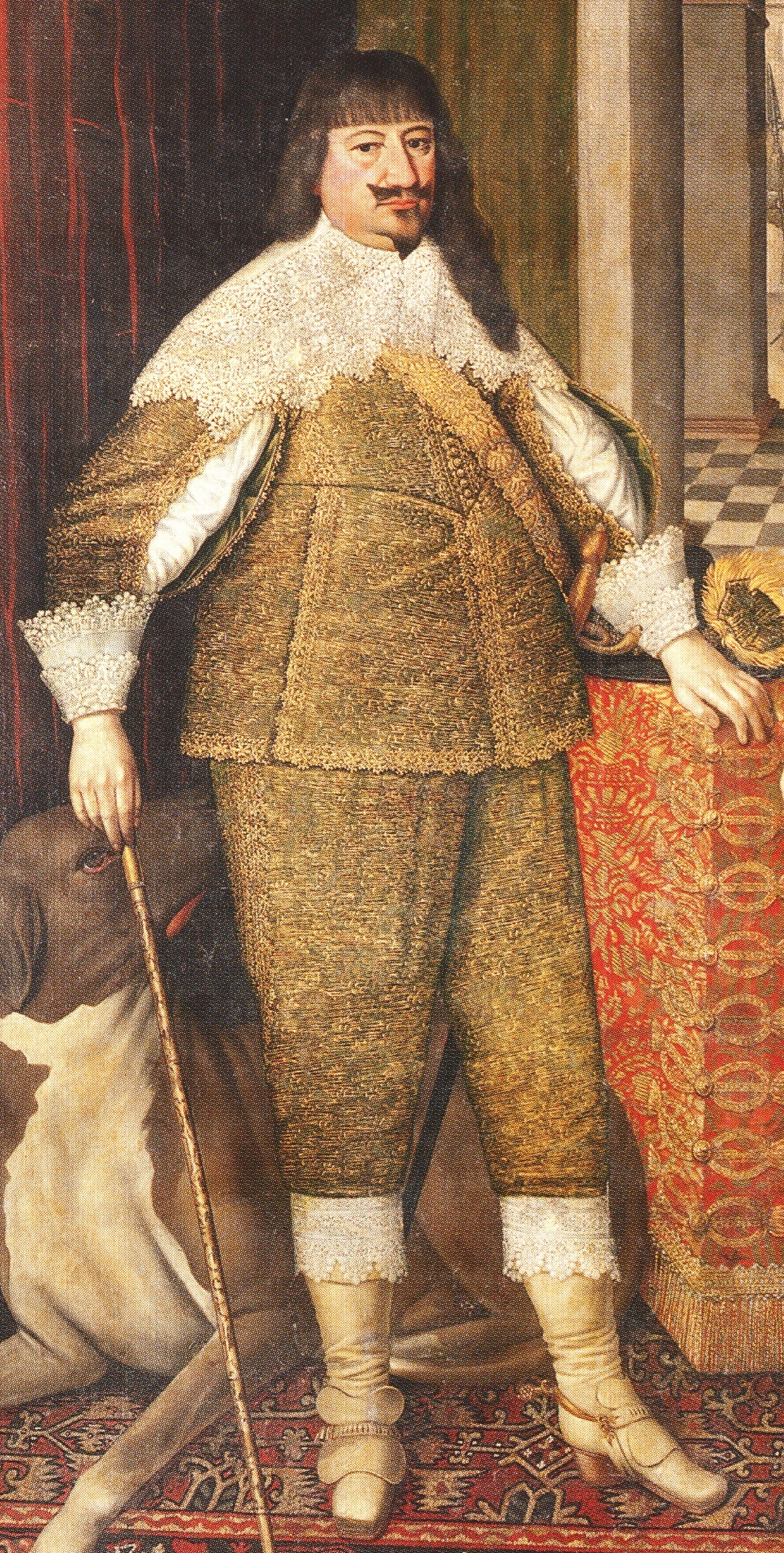
Jordi Guillem, Elector de Brandenburg

De 1619 a 1640 Jordi Guillem fou l'elector de Brandenburg i el duc de Prússia. Es va esforçar, però fou incapaç de trencar el domini de l'Electorat de Saxònia al Cercle de l'Alta Saxònia. L'antagonisme manifest entre Brandenburg i Saxònia conduïren a una defensa del cercle ineficaç, i posteriorment sobrepassat per Albrecht von Wallenstein durant la Guerra dels Trenta Anys. En un principi Jordi Guillem volia mantenir-se neutra, però la presència de l'exèrcit de Wallenstein el forçà a unir-se al bàndol catòlic imperial mitjançant el Tractat de Königsberg (1627) i acceptar l'establiment de guarnicions. Quan l'Imperi suec va entrar a la guerra i avançat a Brandenburg, Jordi Guillem altre cop volgué mantenir-se neutral altre cop, tot i així Gustau II va obligar Jordi Guillem a aliar-se amb Suècia ocupant bona part del territori de Brandenburg-Prússia i concentrant un exèrcit prop de les muralles de la ciutat de Berlín. Jordi Guillem no establí una aliança, però va concedir a Suècia drets de trànsit, dues fortaleses i subsidis. Consegüentment, exèrcits catòlics Romans feren repetits estralls a Brandenburg i altres terres dels Hohenzollern.

## Frederic Guillem, el Gran Elector (1640-88)

Frederic Guillem, "Gran Elector" de Brandenburg-Prússia

Durant la Guerra dels Trenta Anys, Jordi Guillem fou succeït per Frederic Guillem, nascut el 1620, qui fou conegut com "el Gran Elector" (Der Große Kurfürst). El caràcter del jove elector havia estat forjat per Calcum, el seu cuidador calvinista, una estada llarga a la República holandesa durant el seu Grand Tour, i els esdeveniments de la guerra, entre ells la trobada amb el seu oncle Gustau II a Pomerània.

### Conclusió de la Guerra dels Trenta Anys

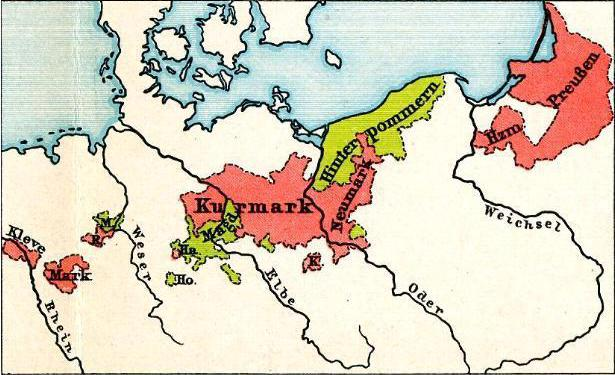
Territoris sota domini de Brandenburg-Prússia (en vermell 1640, en vermell i verd 1688).

Frederic Guillem es va fer càrrec de Brandenburg-Prússia en temps de crisi política, econòmica i demogràfica provocada per la guerra. A la seva successió, el nou elector retirà l'exèrcit de Brandenburg, però aixecà un nou exèrcit altre cop el 1643/44. No hi ha acord sobre si Frederic Guillem va concloure una treva i un acord de neutralitat amb Suècia: tot i que es conserva un document del 1641, mai va ser ratificat i repetidament s'ha descrit com una falsificació. Tanmateix, no es discuteix que va establir el creixement de Brandenburg-Prússia.
Alhora les forces de l'Imperi suec van dominar el nord d'Alemanya, i juntament amb França d'aliada, Suècia esdevenia valedora de la Pau de Westfàlia el 1648. L'objectiu suec de controlar el Bàltic per a establir dominis a la costa ("dominium maris baltici") frustrà les ambicions de Frederic Guillem a l'hora d'obtenir el control sobre l'estuari de l'Òder amb Stettin (Szczecin) a Pomerània.
El de Brandenburg marcgravis havien aspirat durant molt de temps expandir-se cap al nord, connectant el constrenyit Brandenburg amb el Mar Bàltic. El Tractat de Grimnitz (1529) garantí la successió de Brandenburg al ducat de Pomerània amb l'extinció de la Casa local de Pomerània, que hauria tingut efecte amb la mort del duc de Pomerània Bogislaw XIV el 1637. Malgrat tot pel Tractat de Stettin de 1630 Bogislaw XIV hagué d'entregar efectivament el control del ducat a Suècia, qui va rebutjar satisfer les reclamacions de Brandenburg. La Pau de Westfàlia resolgué la partició del ducat entre Brandenburg i Suècia, els quals traçaren la frontera exacta al Tractat de Stettin de 1653. Suècia va retenir la part occidental incloent-hi el baix Òder (Pomerània Sueca), mentre que Brandenburg es quedà la part oriental (Pomerània Central). Frederic Guillem no estava d'acord amb aquest resultat, i l'adquisició de tot el ducat de Pomerània esdevingué un dels principals objectius de la seva política exterior.
Amb la Pau de Westfàlia Frederic Guillem va ser compensat amb la Pomerània Oriental i els bisbats secularitzats de Halberstadt i Minden i el dret de successió del també secularitzat Arquebisbat de Magdeburg. Amb Halberstadt, Brandenburg-Prússia també obtingué diversos territoris menors: el senyoriu de Derenburg, el Comtat de Regenstein, el senyoriu de Klettenberg i el senyoriu de Lohra. Això era principalment degut als esforços francesos per contrarestar el poder de l'emperador Habsburg enfortint els Hohenzollern, i mentre Frederic Guillem valorava menys aquests territoris que la Pomerània Occidental, esdevenien el primer pas cap a la creació d'un reialme tancat, dominant a Alemanya a la llarga.

### Devastació
De tots els territoris de Brandenburg-Prússia, l'Electorat de Brandenburg estava entre els més devastats al final de la Guerra dels Trenta Anys. Ja abans de la guerra la densitat de població i la riquesa a l'electorat havia estat baixa comparada a altres territoris de l'Imperi, i la guerra havia destruït 60 ciutats, 48 castells i uns 5.000 pobles. De mitjana la meitat de la població fou morta, i en algunes regions només va sobreviure el 10%. La població rural, degut a les morts i les fugides de les ciutats, havia decaigut de 300.000 abans de la guerra a 75.000 passada aquesta. A les ciutats importants de Berlín-Cölln i Frankfurt de l'Oder, la caiguda de la població fou, respectivament, d'un terç i dos terços. Alguns dels territoris obtinguts després de la guerra foren devastats: a Pomerània, només un terç de la població sobrevisqué, i Magdeburg, un cop entre les ciutats més riques de l'Imperi, va ser cremat amb la majoria de la població morta. Menys impacte tingué sobre el ducat de Prússia, el qual s'implicà perifèricament en la guerra, i Minden.
Malgrat els esforços per a repoblar els territoris devastats, alguns d'ells no assoliren la densitat anterior a la guerra fins a mitjans del segle xviii.

### Guerra de la Vaca

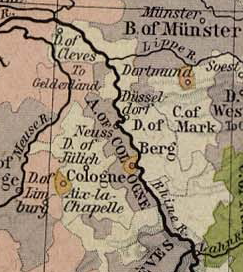
Mapa amb els ducats del baix Rin

El juny del 1651 Frederic Guillem va trencar les provisions de la Pau de Westfàlia d'envair Jülich-Berg, fronterera amb les seves possessions a Clèveris-Mark al baix Rin. El Tractat de Xanten que havia posat fi a la Guerra del Jülich successió entre Brandenburg i el comte palatí el 1614, repartí els Ducats Units de Jülich-Clèveris-Berg entre els bel·ligerants, i Jülich-Berg fou des de llavors governat pels comtes catòlics del Palatinat-Neuburg. Després de la Guerra dels Trenta Anys Wolfgang Guillem, comte palatí de Neuburg, va desatendre el 1647 un acord amb Frederic Guillem qui havia afavorit els protestants als ducats, mentre Frederic Guillem insistia en que l'acord fos respectat. A més d'aquests motius religiosos la invasió de Frederic Guillem també pretenia una expansió territorial.
El conflicte tenia la potència d'actuar com a l'espurna d'una altra guerra internacional ja que Wolfgang Guillem encara no volia desmobilitzar l'exèrcit de Lorena, que continuava operatiu a la regió malgrat la Pau de Westfàlia, per intervenir al seu bàndol, i Frederic Guillem cercà el suport de la República holandesa. Aquesta tanmateix seguí una política de neutralitat i rebutjà ajudar a Frederic Guillem en la campanya, a qui també se li oposaven els estats imperials així com la població local. Políticament aïllat Frederic Guillem va avortar la campanya després del Tractat de Clèveris negociat per mediadors imperials l'octubre del 1651. La disputa religiosa subjacent no fou solucionada fins al 1672. Mentre s'evitaven confrontacions militars a camp obert l'exèrcit de Brandenburg-Prússia es dedicava principalment a robar bestiar (d'aquí el nom de Guerra de la Vaca), fent baixar considerablement la reputació de Frederic Guillem.

### Exèrcit permanent

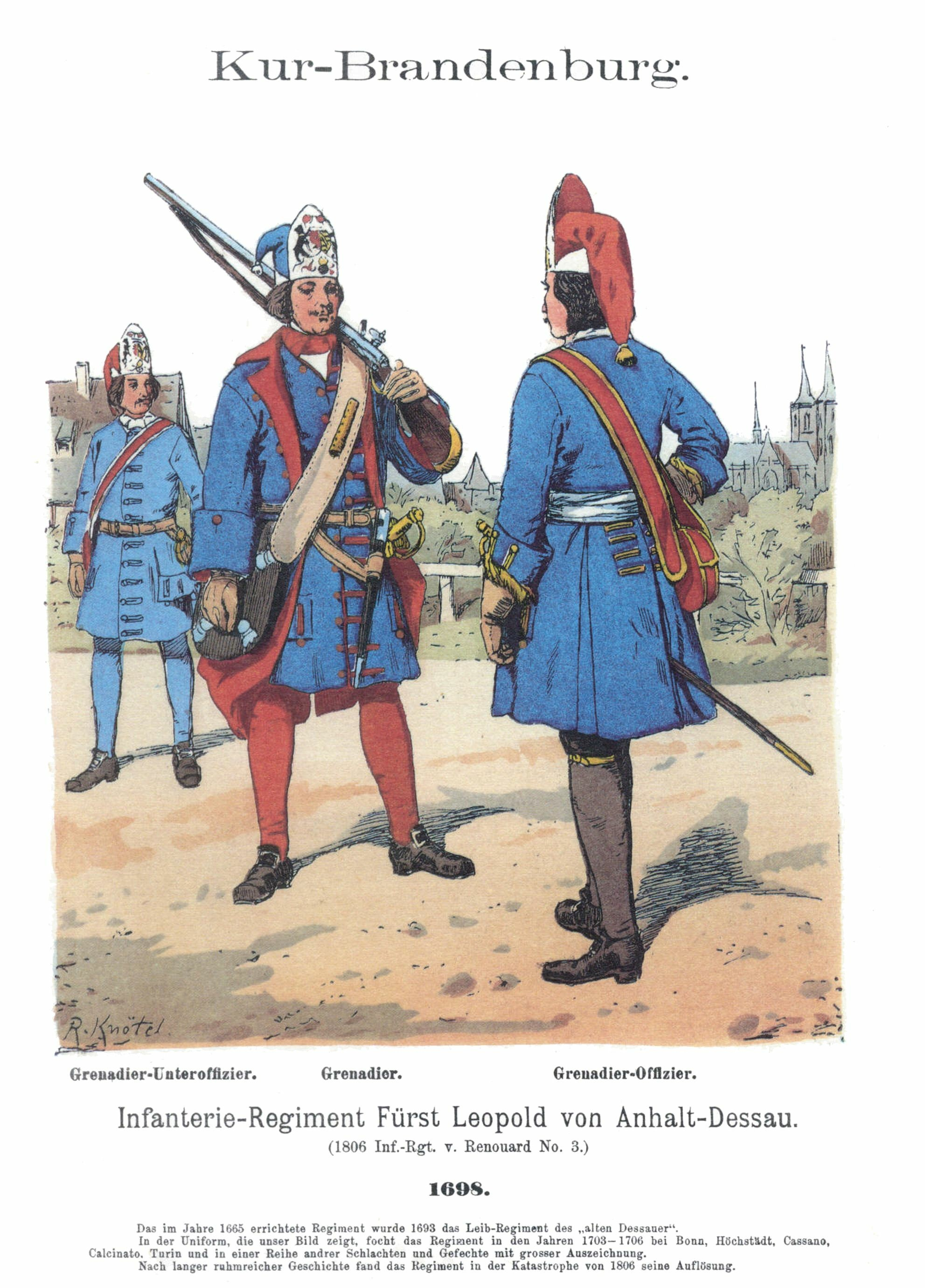
Uniformes de l'exèrcit de Brandenburg-Prússia el 1698

Degut a les experiències bèl·liques del seu temps Frederic Guillem estava convençut que Brandenburg-Prússia només prevaldria mitjançant un exèrcit permanent. Tradicionalment el fet d'aixecar i finançar reserves d'exèrcits era un privilegi dels estats, tot i així Frederic Guillem preveié un exèrcit permanent finançat independentment dels estats. Reeixí a l'hora d'aconseguir el consentiment i les contribucions financeres necessàries dels estats en un decret del landtag de 26 de juliol del 1653. A canvi va confirmar diversos privilegis als cavallers, incloent exempcions d'impostos, afirmació de jurisdiccions i poders policials sobre els seus estats (Patrimonialgerichtsbarkeit) i el manteniment de la servitud (Leibeigenschaft, Bauernlegen).
Inicialment les contribucions dels estats es limitaren a sis anys, tot i així Frederic Guillem obligà als aquests a continuar els pagaments més enllà d'aquell període i va crear una oficina dedicada a la recaptació les contribucions. Les contribucions van ser confirmades pels estats el 1662, però transformat el 1666 per decret des d'un impost immobiliari a un impost especial. Des del 1657 les viles no havien de contribuir amb soldats, sinó amb pagaments monetaris a l'exèrcit, i des del 1665 els estats tenien el permís d'alliberar-se de contribuir amb soldats mitjançant pagaments addicionals. La mida d'exèrcit inicialment era de 8.000 homes creixent a 25.000 - 30.000 homes el 1688. Llavors Frederic Guillem també havia acomplert el seu segon objectiu, finançar l'exèrcit independentment dels estats. El 1688 aquests costos militars ascendiren a uns considerables 1.500.000 talers, estimada en la meitat del pressupost estatal. Assegurar una base financera sòlida per a l'exèrcit, sense el destorb dels estats, era el principal objectiu de les reformes administratives de Frederic Guillem. Va considerar els èxits bèl·lics la única forma d'obtenir reputació internacional.

### Segona Guerra del Nord

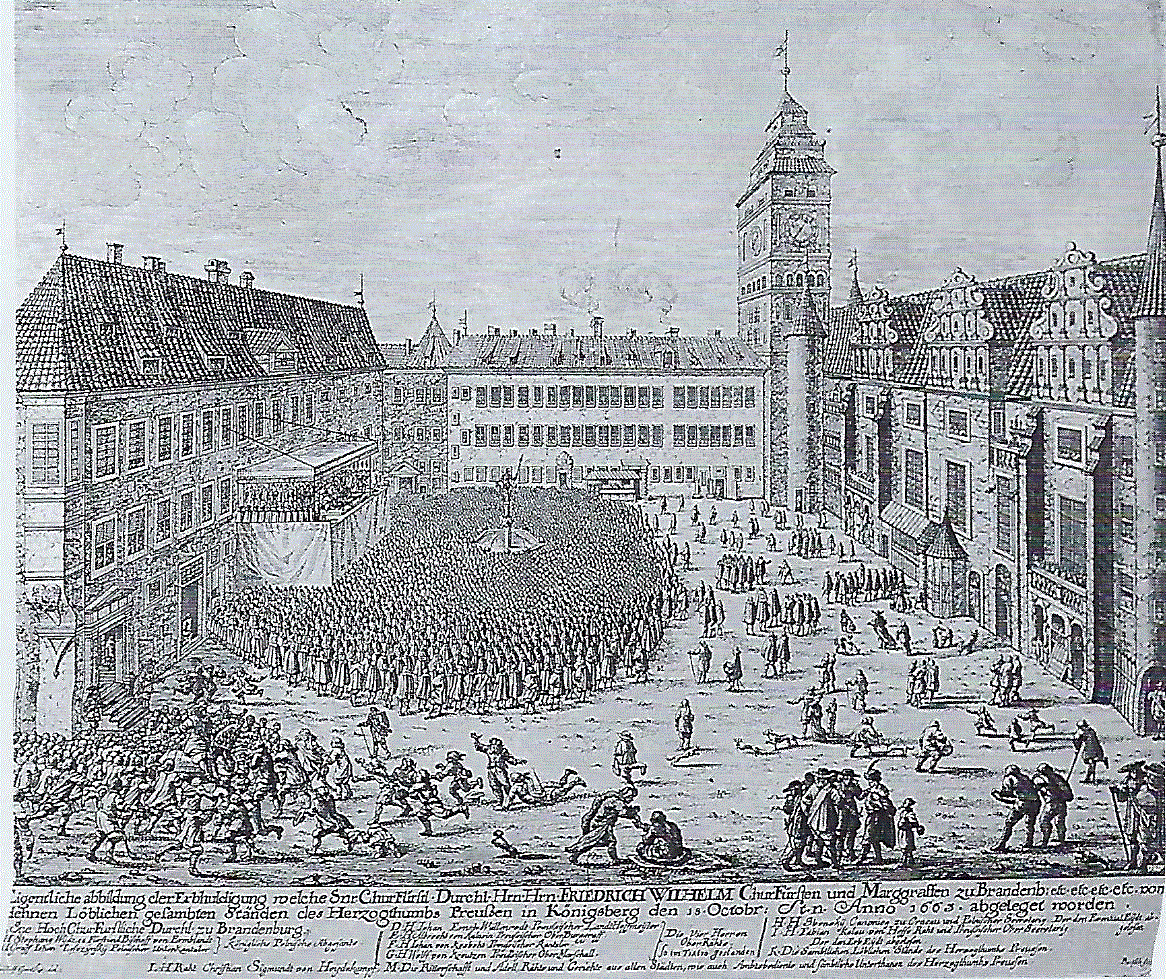
Els estats prussians pagant l'homenatge al sobirà Frederic Guillem I al Castell de Königsberg, 1663.

La invasió sueca de la Confederació de Polònia i Lituània, l'any següent inicià la Segona Guerra del Nord. Frederic Guillem va oferir protecció a les ciutat de la Prússia Reial amb el Tractat de Rinsk, però va haver de cedir a la supremacia militar sueca i retirar-se al seu ducat prussià. Perseguit per forces sueques a la capital prussiana capital prussiana, Frederic Guillem feu les paus i s'alià amb Suècia, retenint el ducat de Prússia i Ermland (Ermeland, Warmia) com a feus de Carles X Gustau de Suècia al Tractat de Königsberg el gener 1656. L'aliança resultà victoriosa a la batalla de Varsòvia al juny, realçant la reputació internacional de l'elector. La continuada pressió sobre Carles Gustau va resultar en la concessió a Frederic Guillem de la plena sobirania sobre la Prússia Ducal i Ermland pel Tractat de Labiau al novembre, assegurant el manteniment de l'aliança. El Tractat de Radnot, conclòs al desembre per Suècia i els seus aliats, atorgava la Gran Polònia a Brandenburg-Prússia en cas de victòria.
Quan la coalició anti-sueca estava sent derrotada en un primer moment, Frederic Guillem canvià de bàndol quan rei polonès Joan II Casimir Vasa va confirmar la seva sobirania sobre Prússia, però no a Ermland, segons el Tractat de Wehlau-Bromberg el 1657. El ducat legalment revertiria a Polònia si la línia dinàstica dels Hohenzollern esdevenia extinta. La sobirania dels Hohenzollern sobre el ducat prussià fou confirmada a la Pau d'Oliva, que posà fi a la guerra el 1660. Les campanyes de Brandenburg-Prússia a la Pomerània Sueca no resultaren en cap guany territorial permanent.

### Guerres a Holanda i Escània

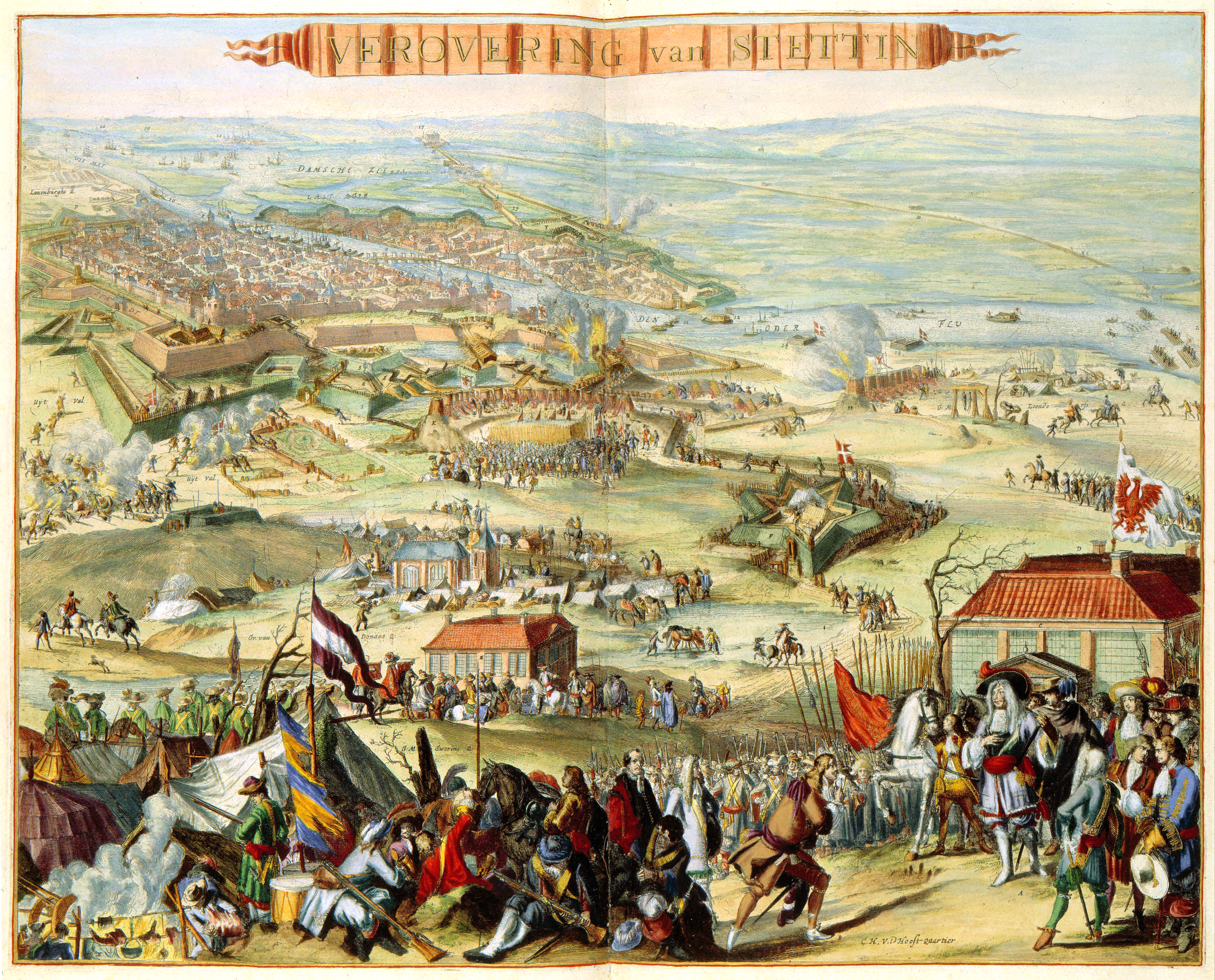
Setge de Stettin el 1677

El 1672 esclatà la Guerra Francoholandesa amb Brandenburg-Prússia implicada com a aliat de la república holandesa. Aquesta aliança, establerta en un tractat de 1669, resultà en l'ocupació francesa de Clèveris de Brandenburg-Prússia. Al juny del 1673 Frederic Guillem va abandonar l'aliança holandesa i va concloure un tractat de subsidis amb França, qui a canvi es va retirar de Clèveris. Quan el Sacre Imperi declarà la guerra a França, en el que s'anomena Reichskrieg, Brandenburg-Prússia un altre cop va canviar de bàndol i s'uní a les forces imperials. França pressionà la seva aliada Suècia per a que ataqués pel nord a Brandenburg-Prússia. Carles XI de Suècia, dependent dels subsidis francesos, de mala gana ocupà l'Uckermark de Brandenburg el 1674, començant el teatre alemany de la Guerra d'Escània (guerra entre Brandenburg i Suècia). Frederic Guillem va reaccionar promptament marxant amb els seus exèrcits des del Rin fins al nord de Brandenburg, trobant la rereguarda de l'exèrcit suec, quan estava travessant un pantà, a la batalla de Fehrbellin (1675). Encara que des d'un punt de vista militar fou pas més que una escaramussa, la victòria obtinguda per Frederic Guillem tingué una importància simbòlica enorme. El "Gran Elector" va començar una contraofensiva perseguint les forces sueques en retirada al llarg de la Pomerània Sueca.

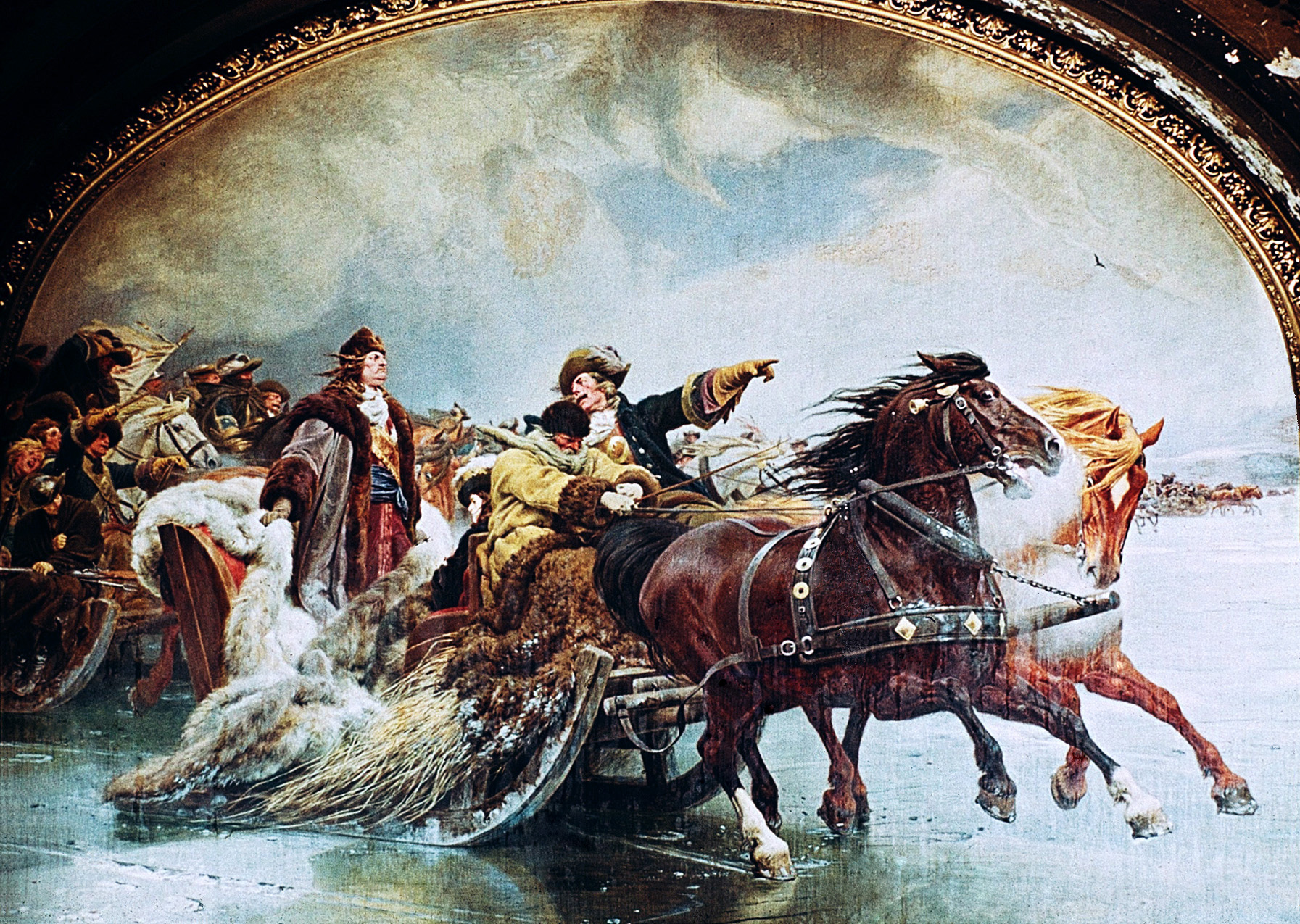
Die große Schlittenfahrt (1678): Frederic Guillem persegueix tropes sueques a través de la llacuna congelada de Curlàndia; fresc de Wilhelm Simmler, ca. 1891

El rei polonès Joan III Sobieski planejà restaurar la Suzerania polonesa sobre el ducat de Prússia, i amb aquest propòsit va concloure una aliança amb França l'11 de juny de 1675. França va prometre assistència i subsidis, mentre Sobieski a canvi va permetre el reclutament francès a Polònia-Lituània i prometé l'ajut a les forces rebels hongareses per tal de distreure els Habsburg de la seva guerra contra França. Perquè aquest pla rutllés, Polònia-Lituània primer havia de posar fi a la seva guerra contra l'Imperi d'Otomana, cosa que malgrat els grans esforços de la diplomàcia francesa no va aconseguir. A més, Sobieski tenia l'oposició del papat, pel poble polonès que veien els otomans com l'amenaça més gran, i pels magnats polonesos subornats per Berlín i Viena. L'oposició catòlica polonesa interior a una intervenció al costat dels rebels hongaresos protestants s'afegí a antics ressentiments. Així el Tractat de Żurawno posà fi a la guerra d'otomana polonesa el 1676, Sobieski es va trobar amb l'emperador, posant fi a una possible companya a Prússia.
El 1678 Frederic Guillem havia netejat suec Pomerània i va ocupar la majoria d'ell, amb l'excepció de Rügen retingut per Dinamarca-Noruega. Això anà seguit d'un altre èxit contra Suècia, quan Frederic Guillem va netejar de forces sueques Prússia en l'esdeveniment anomenat el Die große Schlittenfahrt (literalment "el gran viatge amb trineus"). Tanmateix, quan Lluís XIV de França va concloure la Guerra holandesa amb els tractats de Nimega, aquest marxà amb els seus exèrcits cap a l'est per tal d'alleujar al seu aliat suec, i forçant a Frederic Guillem al retorn a l'status quo ante bellum pel Tractat de Saint-Germain-en-Laye (1679). Encara que la Guerra d'Escània va resultar només en guanys territorials menors, arrabassant una petita franja a la Pomerània Sueca al marge dret del baix Òder a la Pomerània de Brandenburg-Prússia, la guerra resultà en un enorme guany del prestigi de l'elector.

## Frederic III (I), 1688-1713
Frederic III de Brandenburg des del 1701 també Frederic I de Prússia, va néixer a Königsberg el 1657. Ja als últims anys del regnat del seu pare, les amistoses relacions amb França establertes després del Tractat de Saint-Germain (1679) s'havien refredat, no menys que el problema hugonot. El 1686 Frederic Guillem s'apropà a l'emperador Habsburg, amb qui va concloure una aliança el 22 de desembre de 1686. Amb aquesta aliança Frederic Guillem renuncià als drets sobre Silèsia a favor dels Habsburg, i a canvi va rebre el Comtat de Schwiebus a Silèsia que limitava amb Neumark. Frederic III, present a les negociacions com a príncep de la corona, va assegurar als Habsburg la continuïtat de l'aliança un cop al poder, i secretament acordà una esmena per a retornar Schwiebus als Habsburg, cosa que succeí el 1694. Durant el seu regnat Brandenburg-Prússia fou un aliat dels Habsburg i repetidament va desplegar tropes per lluitar contra França. El 1693 Frederic III va començar a barallar la possibilitat d'una elevació del seu estatus a la cort Habsburg a Viena, i mentre el primer intent resultà en fracàs, la seva elevació a rei fou l'objectiu central de la seva agenda internacional.
L'ambicionada elevació d'estatus no servia a un mer propòsit estètic, sinó que era considerada una necessitat per prevaler en la competició política. Encara que Frederic III mantingué l'elevat estatus de príncep elector, aquest estat era també obtingut per Maximilià I de Baviera el 1623, durant la Guerra dels Trenta Anys, també per l'Elector del Palatinat a la Pau de Westfàlia (1648), i per Ernest August de la Casa de Hannover el 1692. Així el club, anteriorment exclusiu, dels prínceps electors, fou elevat a nou membres, sis dels quals eren prínceps seglars, i semblaven possibles nous canvis. Dins del cercle de prínceps electors, August el Fort, Elector de Saxònia, havia assegurat la corona polonesa el 1697, i la Casa de Hannover havia assegurat la seva successió del tron britànic. Des del punt de vista de Frederic III el seu estancament d'estatus significava una pèrdua de poder, i aquesta perspectiva semblava confirmada quan els reialmes europeus ignoraren les reclamacions de Brandenburg-Prússia al Tractat de Rijswijk (1697).
Frederic va decidir elevar el ducat de Prússia a l'estatus de regne. Al Sacre Imperi ningú es podria anomenar rei excepte l'emperador i el rei de Bohèmia. Tanmateix, Prússia no formava part de l'Imperi, i els Hohenzollern gaudien de sobirania plena sobre aquesta. La posada a la pràctica d'aquest pla fou posat en dubte per alguns dels seus consellers, i en qualsevol cas la corona només era valuosa si era reconeguda per la noblesa europea, sobretot per part de l'emperador del Sacre Imperi. El 1699 es re-emprengueren les negociacions amb l'emperador Leopold I, qui al seu torn necessitava aliats en la imminent Guerra de Successió Espanyola. El 16 de novembre de 1700 l'emperador va aprovar la coronació de Frederic al Tractat de Corona. Per respecte a Polònia-Lituània, que dominava les províncies de Prússia Reial i Ermland, va ser acordat que Frederic s'anomenaria Rei a Prússia, en comptes de Rei de Prússia. Gran Bretanya i la República holandesa, per raons similars a l'emperador, acceptaren l'elevació de Frederic abans de la coronació.

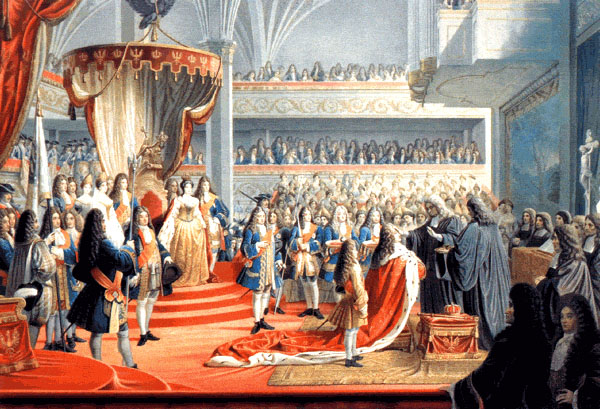
La unció de Frederic III (I) després de la seva coronació com Rei a Prússia aKönigsberg, 1701.

El 17 de gener de 1701 Frederic va dedicar l'escut d'armes reial, l'àguila negra prussiana, i el lema, "suum cuique". El 18 de gener es coronà i també a la seva muller Sofia Carlota en una cerimònia barroca al Castell de Königsberg.
El 28 de gener August el Fort va felicitar Frederic, tot i així no com a rei de Polònia, sinó com elector de Saxònia. Al febrer Dinamarca-Noruega va acceptar l'elevació de Frederic amb l'esperança d'obtenir un aliat en la Gran Guerra del Nord, i el Tsarat Rus així mateix l'aprovà el 1701. La majoria de prínceps del Sacre Imperi també ho feren. Carles XII de Suècia va acceptar Frederic com a rei prussià el 1703. El 1713 França i Espanya també reconegueren l'estatus reial de Frederic.
La coronació no va ser acceptada per l'Orde Teutònic, el qual malgrat la secularització del ducat de Prússia el 1525 mantenia reclamacions a la regió. El Gran Mestre protestà a la cort de l'emperador, i el papa va enviar una circular a tots els regents catòlics instant-los a que no reconeguessin l'estatus reial de Frederic. Fins al 1787 els documents papals continuaven anomenant als reis prussians com "marcgravis de Brandenburg". Tampoc ho feu la noblesa lituana-polonesa veient perillar la província polonesa de Prússia Reial, i només el 1764 acceptaren el reialme prussià.
Com que Brandenburg era encara legalment part del Sacre Imperi, la unió personal entre Brandenburg i Prússia tècnicament es perllongà fins a la dissolució de l'Imperi el 1806. Tanmateix, el poder de l'emperador era només nominal en aquest temps, i Brandenburg aviat fou tractat com a província de facto del regne prussià. Tot i que Frederic era encara només un elector a les porcions dels seus dominis que eren part de l'Imperi, aquell només reconeixia formalment el domini de l'emperador sobre aquests.

## Administració
A mitjans del segle xvi els marcgravis de Brandenburg havien esdevingut molt dependents dels estats (comtes, senyors, cavallers i ciutats, cap prelat degut a la Reforma Protestant el 1538). El marcgraviat controlava els passius i els ingressos fiscals amb el Kreditwerk, una institució no controlada per l'elector, i el Großer Ausschuß ("gran comitè") dels estats. Això fou degut a les concessions fetes per Joaquim II el 1541 a canvi de l'ajut financer dels estats, tanmateix, el Kreditwerk entrà en bancarrota entre 1618 i 1625. Els marcgravis van haver de cedir, a més, el veto dels estats en tots els assumptes respecte del "millor o pitjor del país", en tots els compromisos legals, i a tots els assumptes concernents a l'empenyorament o venda de les propietats reials de l'elector.
Per a reduir la influència dels estats el 1604 Joaquim Frederic va crear un consell anomenat Geheimer Rat für die Kurmark ("Consell privat per l'Electorat"), qui en lloc dels estats funcionava com el consell suprem de l'elector. Tot i que el consell fou establert permanentment el 1613, fracassà a l'hora d'obtenir qualsevol influència fins al 1651 degut a la Guerra dels Trenta Anys.
Fins després de la Guerra dels Trenta Anys els territoris de Brandenburg-Prússia foren políticament independents els uns dels altres, units només pel possessor feudal superior. Frederic Guillem, qui aspirava la transformació de la unió personal a una unió real, va començar centralitzant el govern de Brandenburg-Prússia amb un intent d'establir el Geheimer Rat com a autoritat central per a tots els territoris el 1651, però aquest projecte resultà ser inviable. En comptes d'això, l'elector va continuar nomenant un governador (Kurfürstlicher Rat) a cada territori, qui en molts dels casos era també membre del Geheimer Rat. La institució més potent als territoris va quedar els governs dels estats (Landständische Regierung, anomenats Oberratsstube a Prússia i Geheime Landesregierung a Mark i Clèveris), que tenia les majors potestat governamentals en matèria de jurisdicció, finances i administració. L'elector va intentar equilibrar els governs dels estats creant les cambres Amtskammer per a administrar i coordinar els dominis, impostos i privilegis de l'elector. Tals cambres van ser introduïdes a Brandenburg el 1652, a Clèveris i Mark el 1653, a Pomerània el 1654, a Prússia el 1661 i a Magdeburg el 1680. També el 1680 el Kreditwerk va passar a mans de l'elector.
L'impost sobre el consum de Frederic Guillem (akzise) el qual des del 1667 reemplaçà l'impost sobre els estats instituït a Brandenburg per a finançar l'exèrcit permanent de Brandenburg-Prússia amb el consentiment dels estats, fou instituït per l'elector sense consultar als estats. La conclusió de la Segona Guerra del Nord havia enfortit políticament l'elector, habilitant-lo per a reformar la constitució de Clèveris i Mark el 1660 i 1661 introduint els oficials que li eren lleials i independent dels estats locals. Al ducat de Prússia, va confirmar els privilegis tradicionals dels estats el 1663, però l'últim acceptat l'advertència que aquests privilegis no haurien d'interferir amb l'exercici de la sobirania de l'elector. Mentre fou a Brandenburg Frederic Guillem va ignorar el privilegi dels estats prussians per a confirmar o vetar els impostos constituïts per l'elector: mentre el 1656 s'instituí un akzise amb el consentiment dels estats, per primer cop el 1674 l'elector recaptava impostos a la força sense l'aprovació dels estats prussians. Des del 1704 els estats prussians de facto renunciaren al seu dret d'aprovar els impostos de l'elector encara que formalment encara tenia el dret a fer-ho. El 1682 l'elector introduí un akzise a Pomerània i el 1688 a Magdeburg, mentre que només s'implantà un akzise a Clèveris i Mark entre 1716 i 1720. Degut a les reformes de Frederic Guillem els ingressos estatals es triplicaren durant el seu regnat, i la càrrega impositiva per subjecte era el doble que a França.
Durant el regnat de Frederic III (I) els territoris de Brandenburg-Prússia eren de facto reduïts a províncies de la monarquia. El testament de Frederic Guillem hauria repartit Brandenburg-Prússia entre els seus fills, tot i així el primogènit, Frederic III, amb el suport de l'emperador, esdevingué el governant únic d'acord al Tractat de Gera, el qual va prohibir una divisió dels territoris dels Hohenzollern. el 1689 es creà una nova cambra central per a tots els territoris de Brandenburg-Prússia, anomenada Geheime Hofkammer (des del 1713 Generalfinanzdirektorium). Aquesta cambra funcionava com a òrgan superior de les cambres territorials (Amtskammer). La Comissaria de Guerra General (Generalkriegskommissariat) va emergir com a segona agència central, superior al local Kriegskommissariat les agències inicialment concernides amb l'administració de l'exèrcit, però fins que 1712 es reconvertiren en una agència també dedicada a la recaptació de l'impost general i tasques policials.

### Territoris
| Nom                          | Any d'adquisició | Notes |
| ---------------------------- | ---------------- | --- |
| Marcgraviat de Brandenburg   | 1415             | Nucli del territori electorat del Sacre Imperi |
| Ducat de Clèveris            | 1614             | Tractat de Xanten |
| Comtat de la Mark            | 1614             | Tractat de Xanten |
| Comtat de Ravensberg         | 1614             | Tractat de Xanten |
| Ducat de Prússia             | 1618             | Successió com vassall polonès, suec el 1656 (Tractat de Königsberg), sobirà des del 1656 (Tractat de Labiau amb Suècia) i 1657 (Tractat de Wehlau-Bromberg amb Polònia-Lituània), confirmat el 1660 pels signataris de la Pau d'Oliva |
| Bisbat de Minden             | 1648             | Pau de Westfàlia |
| Principat de Halberstadt     | 1648             | Pau de Westfàlia |
| Pomerània Central amb Cammin | 1653             | Tractat de Grimnitz (intitulació); Pau de Westfàlia (intitulació); Tractat de Stettin (incorporació); lleugerament ampliat pel Tractat de Saint-Germain-en-Laye (1679)                                                                |
| Ermland (Ermeland, Warmia)   | 1656             | Tractat de Königsberg (suec feu), sobirà de des del 1656 (Tractat de Labiau), va perdre el 1657 (Tractat de Wehlau-Bromberg) |
| terra de Lauenburg i Bütow   | 1657             | Tractat de Bromberg |
| Draheim                      | 1657             | Tractat de Bromberg |
| ducat de Magdeburg           | 1680             | Successió basada en una intitulació per la Pau de Westfàlia |

(Kotulla (2008), p. 261)

## Religió i immigració

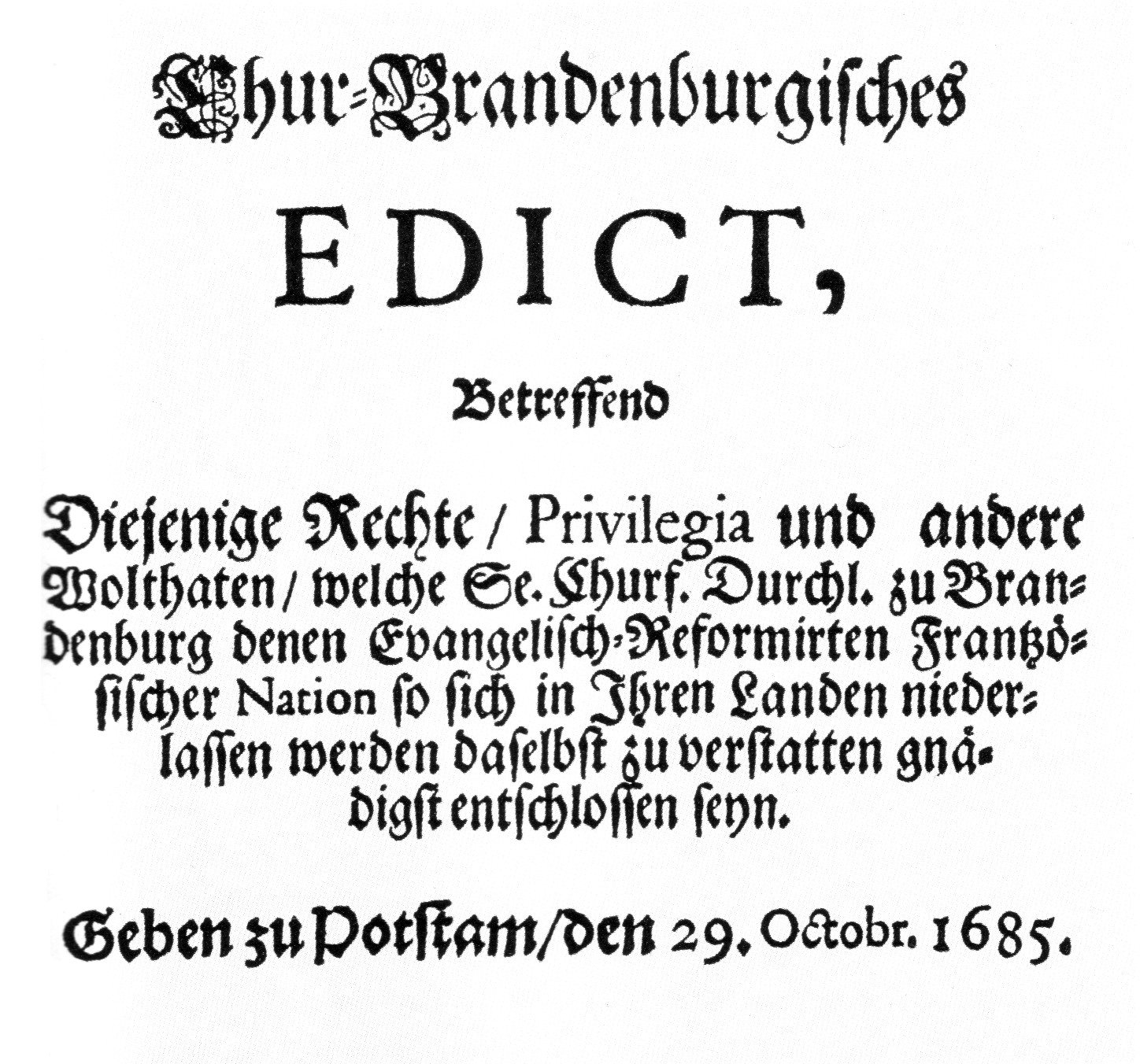
Edicte de Potsdam

El 1613 Joan Segimon es convertí del luteranisme al calvinisme, però fallà a l'hora d'aconseguir la conversió dels estats per la norma de cuius regio, eius religio. Així, el 5 de febrer de 1615, va concedir la llibertat religiosa als luterans, mentre que els electors de la cort restaren en gran part calvinistes. Quan Frederic Guillem I reconstruí l'economia de Brandenburg-Prússia assolada per la guerra, va atreure colons d'arreu d'Europa, especialment oferint-los asil religiós, la majoria per l'Edicte de Potsdam que va atreure més de 15.000 hugonots.

## Armada i colònies
Brandenburg-Prússia establí una armada i colònies durant el regnat de Frederic Guillem. El "Gran Elector" havia passat part de la seva infantesa a la cort de Pomerània i ciutats portuàries de Wolgast (1631-1633) i Szczecin (1633-1635), i després estudià a les universitats holandeses de Leiden i la Haia (1635-1638). Quan Frederic Guillem esdevingué elector el 1640 va convidar enginyers holandesos a Brandenburg, va enviar enginyers de Brandenburg a estudiar als Països Baixos, i el 1646 es va casar amb l'educada Lluïsa Enriqueta  de la casa holandesa d'Orange-Nassau. Després de la Guerra dels Trenta Anys Frederic Guillem va intentar adquirir fons per a reconstruir el país participant del comerç transoceàcic, i intentà fundar una Companyia de les Índies Orientals de Brandenburg-Prússia. Va comprometre l'anterior almirall holandès Aernoult Gijsels van Lier com a conseller i prova de persuadir l'emperador del Sacre Imperi i els prínceps de l'Imperi per a que hi participessin. L'emperador, tanmateix, va declinar participar-hi ja que considerava perillós destorbar els interessos de les altres potències europees. El 1651 Frederic Guillem va comprar el fort danès de Dansborg i Tranquebar per 120.000 reichstalers. Com que Frederic Guillem no disposava d'aquesta suma, buscà inversors diverses persones i ciutats hanseàtiques per invertir en el projecte, però cap d'aquests fou capaç o estigué disposat a donar diners suficients, el tractat amb Dinamarca fou anul·lat el 1653.

### Exèrcit
| Armada de Brandenburg-Prússia | Armada de Brandenburg-Prússia | Armada de Brandenburg-Prússia | Armada de Brandenburg-Prússia | Armada de Brandenburg-Prússia | Armada de Brandenburg-Prússia | Armada de Brandenburg-Prússia |
| Tipus de vaixell | Quantitat                     | Quantitat                     | Quantitat                     | Quantitat                     | Quantitat                     | Quantitat                     |
| Tipus de vaixell | 1675                          | 1680                          | 1684                          | 1689                          | 1696                          | 1700                          |
| --- | ----------------------------- | ----------------------------- | ----------------------------- | ----------------------------- | ----------------------------- | ----------------------------- |
| Fragates | 6                             | 15                            | 16                            | 12                            | 6                             | 4                             |
| Filibots | 1                             | 0                             | 3                             | 4                             | 2                             | 0                             |
| Paquebots de vela | 0                             | 1                             | 5                             | 4                             | 1                             | 0                             |
| Galiotes | 0                             | 5                             | 4                             | 2                             | 1                             | 0                             |
| Iots | 1                             | 4                             | 4                             | 5                             | 5                             | 5                             |
| Altres | 1                             | 1                             | 2                             | 1                             | 4                             | 3                             |
| Font: van der Heyden (2001), p. 17 .Número total de vaixells europeus el 1669: 25.000 Número total de vaixells holandesos el 1669: 16.000 Font: van der Heyden (2001), p. 21. |                               |                               |                               |                               |                               |                               |

El 1675, després de la victòria a Fehrbellin i l'avenç de Brandenburg-Prússia en Pomerània Sueca durant la Guerra d'Escània, Frederic Guillem va decidir establir una armada. Feu al mercader i navilier holandès Benjamin Raule el seu conseller, el qual després d'una primera reunió personal amb Frederic Guillem el 1675 s'establí a Brandenburg el 1676 esdevenint una figura cabdal de l'emergent empresa naval i colonial de Brandenburg-Prússia. L'armada de Brandenburg-Prússia va ser establerta amb deu vaixells que Frederic Guillem va arrendar de Raule, i aconseguí els primers èxits durant la guerra contra Suècia donant suport als setges de Stralsund i Stettin i la invasió de Rügen. A Pillau (avui dia Baltisk) a la costa de la Prússia Oriental, Raule hi feu establir drassanes i va ampliar les instal·lacions portuàries.
Després del Tractat de Saint-Germain-en-Laye (1679) l'armada fou usada per a abordar vaixells suecs al Mar Bàltic, i el 1680, sis vaixells de Brandenburg-Prússia van capturar el vaixell espanyol Carolus Secundus prop d'Oostende per tal de pressionar a Espanya per a que pagués els subsidis als que s'havia compromès. El vaixell espanyol va ser rebatejat Markgraf von Brandenburg ("marcgravi de Brandenburg") esdevenint el vaixell insígnia d'una flota atlàntica que rebé l'encàrrec de capturar els vaixells espanyols que duien plata; no va reeixir en aquesta missió. L'armada va ser expandida als anys següents, i la política d'arrendar els vaixells va ser reemplaçada per la política de construir-los o adquirir-los. L'1 d'octubre de 1684 Frederic Guillem va comprar tots els vaixells que estaven arrendats per 110.000 talers. També el 1684 el port d'Emden a la Frísia Oriental reemplaçà Pillau com la principal base naval de Brandenburg-Prússia. De Pillau; part de les drassanes, la casa de l'almirall i l'església de fusta dels empleats; foren transferides a Emden. Mentre Emden no fou part de Brandenburg-Prússia, l'elector va posseir un castell proper, Greetsiel, i va negociar un acord amb la ciutat per a mantenir-hi una guarnició i un port.

### Costa d'Or africana occidental (Großfriedrichsburg)

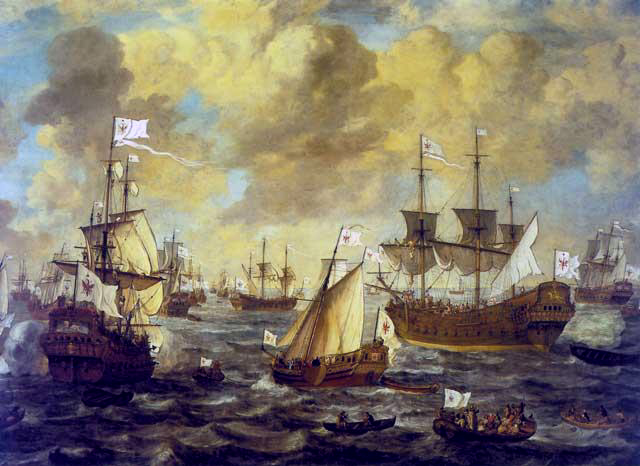
El Brandenburg Armada en el Mar Obert per Lieve Pietersz Verschuier, 1684.

El 1679 Raule va presentar a Frederic Guillem un pla per establir colònies a la Guinea africana, que l'elector va aprovar. El juliol del 1680 Frederic Guillem va emetre ordres respectives, i es triaren dos vaixells per a establir contactes comercials amb les tribus africanes i explorar llocs per a establir-hi colònies. El 17 de setembre la fragata Wappen von Brandenburg ("Segell de Brandenburg") i Morian (nom poètic per a dir "moro" o "negre") marxà cap a Guinea. Els vaixells van arribar a Guinea el gener del 1681. des que la tripulació del Wappen von Brandenburg veneren un barril de brandi a africans en un territori reclamat per la Companyia Neerlandesa de les Índies Occidentals, aquesta confiscà el vaixell al març. La tripulació del vaixell restant Morian aconseguí signar un contracte el 16 de maig amb tres cabdills guineans, abans de l'expulsió del vaixell per part dels holandesos de les aigües costaneres. Aquest tractat, oficialment declarat com un acord comercial, incloïa una clàusula de subjecció dels caps al domini de Frederic Guillem i un acord que permetia a Brandenburg-Prússia establir un fort, considerat de fet l'inici de l'era colonial de Brandenburg-Prússia.
Per facilitar les expedicions colonials el 7 de març de 1682 es fundà l'empresa africana de la Costa d'Or Brandenburguesa, inicialment amb la seu a Berlín i les seves drassanes a Pillau, des del 1683 a Emden. Al llarg de la seva existència l'empresa fou sub-finançada, i les expedicions van ser finançades també amb capital privat, incloent pagaments de Raule i Frederic Guillem. El juliol del 1682 Otto Friedrich von der Groeben envià a Guinea una expedició per a aixecar la fortalesa Großfriedrichsburg. El 24 de febrer de 1684 es signà un altre tractat amb els caps indígenes que va permetre l'erecció d'un segon fort a la propera Accada (avui dia Akwida), anomenada Dorotheenschanze com la segona muller de Frederic Guillem. El 4 de febrer de 1685 es signà un tractat amb els caps de Taccararay (avui dia Takoradi), a una trentena de quilòmetres a l'est de Großfriedrichsburg. Es construí un quart fort prop del poble de Taccrama, entre Großfriedrichsburg i Dorotheenschanze, anomenat Loge o Sophie-Louise-Schanze. En general, la colònia va comprendre més o menys 50 quilòmetres de costa, i no s'estengué cap al rerepaís.

### Arguin

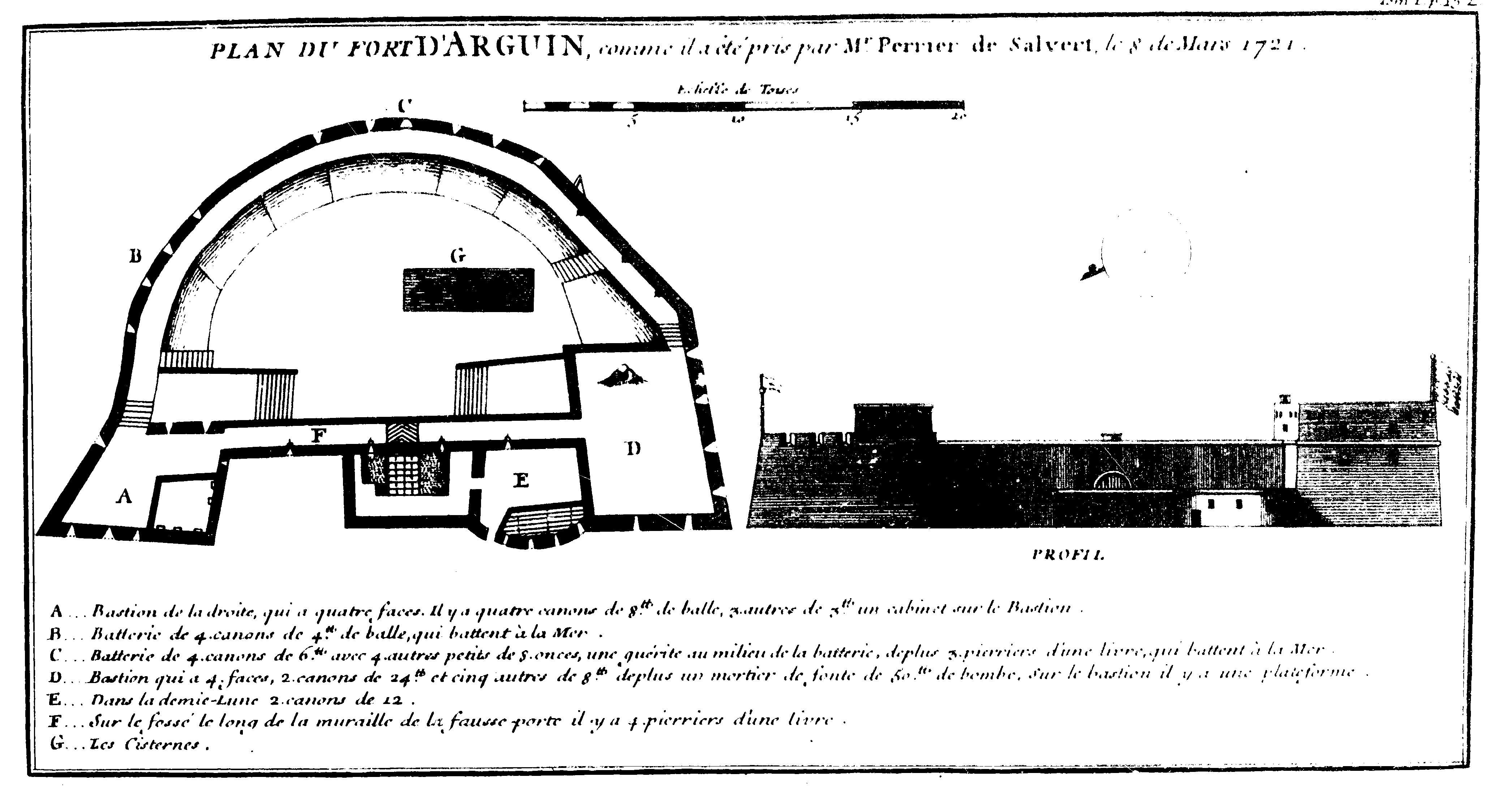
Plànol del fort Arguin (1721)

S'establí una segona colònia a l'arxipèlag Arguin de la costa africana occidental (ara part de Mauritània). A diferència de la colònia guineana, Arguin havia sigut una colònia abans: el 1520 Portugal havia construït un fort a l'illa principal, el qual, amb totes les possessions de Portugal, havia passat a control espanyol el 1580. El 1638 va ser conquerit per la República holandesa, i el 1678 per França, la qual degut als alts costos de manteniment la va abandonar i va enderrocar el fort poc després. El 27 de juliol de 1685 Frederic Guillem i Raule endegaren una expedició per a prendre possessió de la colònia abandonada l'1 d'octubre. Subsegüentment el fort va ser reconstruït i establiren contactes amb la població indígena. França s'alarmà i va enviar un vaixell a reconquerir el fort a finals del 1687, però l'atac d'una fragata francesa i un vaixell més petit foren batuts per la guarnició de Brandenburg-Prússia. La victòria va millorar les relacions amb els indígenes, els pobles dels quals havien sigut esclavitzat abans pels francesos. Tot i que Arguin no va assolir la importància econòmica de Großfriedrichsburg, temporalment fou un destacat port per al comerç d'esclaus.

### Carib
Les colònies africanes habilitaren Brandenburg-Prússia a participar en el comerç triangular, tot i així no tenia un port comercial propi al Mar Carib. El 1684 es negà a Brandenburg-Prússia la compra de les illes franceses Saint Croix i Saint Vincent. Al novembre del 1685, després de fracassar a l'hora d'adquirir Saint Thomas de mans de Dinamarca-Noruega, s'assolí un acord entre Brandenburg i Dinamarca permetent la Companyia Africana de Brandenburg per llogar part de Saint Thomas com a base durant 30 anys, mentre la sobirania quedava a mans de Dinamarca i l'administració a la Companyia d'Índies De l'oest daneses i Empresa Guineana. El primer vaixell de Brandenburg arribà el 1686 amb 450 esclaus de Großfriedrichsburg. Brandenburg-Prússia rebé l'assignació d'una àrea prop de la capital, Charlotte Amalie, anomenat Brandenburgery, i altres territoris anomenats badia Krum Badia i Bordeaux els estats cap a l'oest. El 1688, 300 europeus i diversos centenars d'esclaus vivien als estats de Brandenburg. Al novembre 1695 forces franceses saquejaren la colònia de Brandenburg (no els danesos). El 1731 la Companyia de Brandenburg-Prússia a Saint Thomas (BAAC) esdevenia insolvent, i abandonà l'illa el 1735. Les seves últimes restes foren subhastades el 1738.
Brandenburg-Prússia intentà adquirir Vieques el 1687, però l'illa va ser reclamada també per Dinamarca, Anglaterra i Espanya, i quan una segona expedició el 1692 trobà l'illa en mans daneses, el pla va ser abandonat. El 1689 Brandenburg-Prússia s'annexionà l'illa Peter Illa, però el petit illot resultà inutil per al comerç o el poblament. El 1691 Brandenburg-Prússia i el ducat de Curlàndia acordaren una partició de Tobago, però com que Curlàndia ja no estava a l'illa que d'altra banda era reclamada per Anglaterra, l'acord fou anul·lat, i les negociacions amb Anglaterra no arribaren a cap acord. El 1695 Brandenburg-Prússia provà d'aconseguir controlar l'illa de Tórtola, però Anglaterra els va negar el seu poblament. Així mateix Anglaterra va declinar una oferta d'adquirir Sint Eustatius el 1697.